# Lysippides-Maler

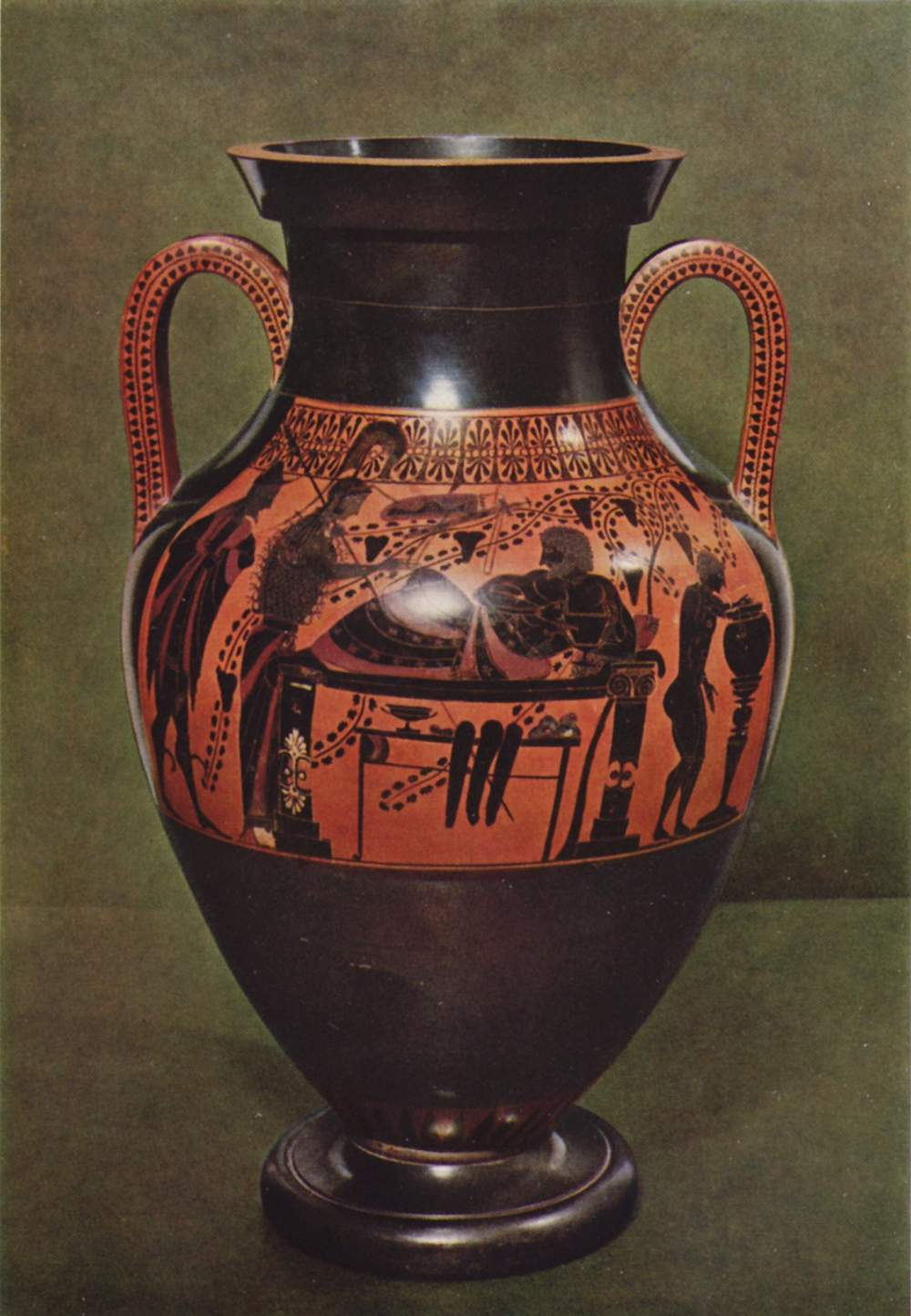
Bilingue Bauchamphora München, Staatl. Antikensammlungen 2301: schwarzfigurige Seite: Herakles beim Gelage

Der Lysippides-Maler war ein attisch-schwarzfiguriger Vasenmaler, tätig in Athen um 530–510 v. Chr.

## Leben und Werk
Er erhielt seinen Notnamen von einer Lieblingsinschrift auf der Halsamphora London B 211. Er gilt als der bedeutendste Schüler des Exekias, von dem er außer der Zeichenweise auch einige Themen übernahm (z. B. Aias und Achill beim Brettspiel), daneben bevorzugte er die Darstellung der Herakles-Taten. Bis heute sind ihm etwa 30 Vasen zugewiesen worden.
Ungewöhnlich ist seine Zusammenarbeit mit dem Andokides-Maler, der als Erfinder der rotfigurigen Vasenmalerei gilt. Auf sieben bilinguen Vasen, sechs Bauchamphoren sowie einer Schale in Palermo hat er jeweils die schwarzfigurige Seite bemalt, während der Andokides-Maler die rotfigurige Seite bemalte; teilweise sind die Themen beider Seiten identisch. Es war und ist in der Wissenschaft umstritten, ob die beiden Maler nicht identisch sind und nur in zwei Techniken gemalt haben, zur Argumentation siehe beim Andokides-Maler. Jedoch schon John D. Beazley hat die beiden Maler als zwei unterschiedliche Persönlichkeiten geschieden, was vor allem von Beth Cohen noch deutlicher herausgearbeitet werden konnte; im gleichen Sinne auch Heide Mommsen. Für die Einheit der beiden Maler sprachen sich jedoch etwa Konrad Schauenburg, Herbert Marwitz und John Boardman aus, Martin Robinson und andere hielten sich unentschieden in der Frage.

## Werke

### Bilingue Bauchamphoren, bemalt zusammen mit dem Andokides-Maler
- Bologna, Museo Civico Archeologico

bilingue Bauchamphora 151
Vorderseite: Dionysos zwischen Mänade und Satyrn, Rückseite: Herakles und der nemeische Löwe 
- Boston, Museum of Fine Arts

bilingue Bauchamphora 99.538
Vorder- und Rückseite: Herakles und der kretische Stier  
bilingue Bachamphora 01.8037
Vorder- und Rückseite: Achill und Ajax beim Brettspiel 
- London, British Museum

bilingue Bauchamphora B 193
Vorderseite: Herakles und der nemeische Löwe zwischen Athena und Iolaos, Rückseite: Ajax und Achill beim Brettspiel  
- München, Antikensammlung

bilingue Bauchamphora 2301
Vorder- und Rückseite: Herakles beim Gelage 
- Paris, Louvre

bilingue Bauchamphora F 204
Vorderseite: Herakles und Kerberos, Rückseite: Dionysos mit Kantharos zwischen Mänade und Satyrn  

### Sonstige Werke (Auswahl)
- Bonn, Akademisches Kunstmuseum

Bauchamphora 62b
- Cambridge, Fitzwilliam Museum

Augenschale GR 12.1937
Vorderseite: Dionysos mit Kantharos zwischen zwei Satyrn, Rückseite: Herakles und Kyknos, Innen: Gorgoneion 
- London, British Museum

Halsamphora B 211
Augenschale B 426
Oinochoe B 492
- Malibu, J. Paul Getty Museum

Psykter 96.AE.94 
- Moskau, Pushkin Museum

Bauchamphora II 1 B 70
- München, Staatliche Antikensammlungen

Halsamphora 1478
Halsamphora 1575
Augenschale 2080
Vorderseite: Dreifußstreit, Rückseite: Herakles und der nemeische Löwe, Innen: Gorgoneion
- Oxford, Ashmolean Museum

Halsamphora 208
Bauamphora 1965.100 (ehemals Northwick, Spencer-Churchill)
- Palermo, Museo Archeologico Regionale

bilingue Augenschale V 650 (2051)
Krieger und Bogenschützen (signiert vom Töpfer Andokides)
- Paris, Louvre

Hydria F 294
Athena besteigt einen Wagen in Anwesenheit von Herakles, Dionysos, Apollon und Hermes (Töpfer wahrscheinlich Andokides) 
- Pregny, Baron E. de Rothschild

Bauchamphora
- Rom, Museo Nazionale Etrusco di Villa Giulia

Bauchamphora 24998
- Zürich, Universität

Halsamphora ETH 7